# جیائو زیمین
جیائو زیمین (انگلیسی: Jiao Zhimin؛ زادهٔ ۱ دسامبر ۱۹۶۳) بازیکن تنیس روی میز اهل چین بود.